# Sasnières
Sasnières est une commune française située dans le département de Loir-et-Cher, en région Centre-Val de Loire.
Localisée au nord-ouest du département, la commune fait partie de la petite région agricole « la Gâtine tourangelle », constituée de plateaux séparés par des vallées souvent étroites. Elle est drainée par la Fontaine de Sasnières et par deux petits cours d'eau.
L'occupation des sols est marquée par l'importance des espaces agricoles et naturels qui occupent la quasi-totalité du territoire communal. Aucun espace naturel présentant un intérêt patrimonial n'est toutefois recensé sur la commune dans l'inventaire national du patrimoine naturel. En 2010, l'orientation technico-économique de l'agriculture sur la commune est la culture des céréales et des oléoprotéagineux. À l'instar du département qui a vu disparaître le quart de ses exploitations en dix ans, le nombre d'exploitations agricoles a fortement diminué, passant de 63 en 1988, à 5 en 2000, puis à 3 en 2010.
Avec 112 habitants en 2017, la commune fait partie des 13 communes les plus faiblement peuplées de Loir-et-Cher.

## Géographie

### Localisation et communes limitrophes
La commune de Sasnières se trouve au nord-ouest du département de Loir-et-Cher, dans la petite région agricole de la Gâtine tourangelle,. À vol d'oiseau, elle se situe à 32,6 km  de Blois, préfecture du département, à 12,6 km de Vendôme, sous-préfecture, et à 6,8 km de Montoire-sur-le-Loir, chef-lieu du canton de Montoire-sur-le-Loir dont dépend la commune depuis 2015. La commune fait en outre partie du bassin de vie de Montoire-sur-le-Loir.
Les communes les plus proches sont : Ambloy (2,3 km) , Prunay-Cassereau (3 km) , Houssay (3,6 km) , Lavardin (4,7 km) , Saint-Rimay (4,8 km) , Villavard (4,9 km) , Saint-Arnoult (5 km) , Villiersfaux (5,1 km)  et Huisseau-en-Beauce (5,3 km).

### Paysages et relief
Dans le cadre de la Convention européenne du paysage, adoptée le 20 octobre 2000 et entrée en vigueur en France le 1er juillet 2006, un atlas des paysages de Loir-et-Cher a été élaboré en 2010 par le CAUE de Loir-et-Cher, en collaboration avec la DIREN Centre (devenue DREAL en 2011), partenaire financier. Les paysages du département s'organisent ainsi en huit grands ensembles et 25 unités de paysage,. La commune fait partie de l'unité de paysage de « la Gâtine Tourangelle », au sein de l'ensemble des « confins de la Touraine ».
La Gâtine tourangelle se présente comme un plateau agricole aux paysages ouverts marqués par de grands massifs boisés et des boqueteaux épars et de tailles variées. Sur ces terres à la fois lourdes et plus caillouteuses qu'en Beauce, l'agriculture laisse par endroits la place à des bois qui occupent les moins bonnes terres. Globalement aplani, le relief s'anime par endroits de légères ondulations en rebord de la vallée de la Cisse, de la Loire, ou de la Brenne. Ces trois vallées drainent les eaux de surface du plateau à travers des micro-vallons qui se creusent petit à petit en atteignant la couche calcaire sous-jacente. Ces entailles dans le plateau constituent des paysages particuliers, plus verdoyants et intimistes,  bornés par les coteaux boisés.
L'altitude du territoire communal varie de 81 mètres à 145 mètres,.

### Hydrographie

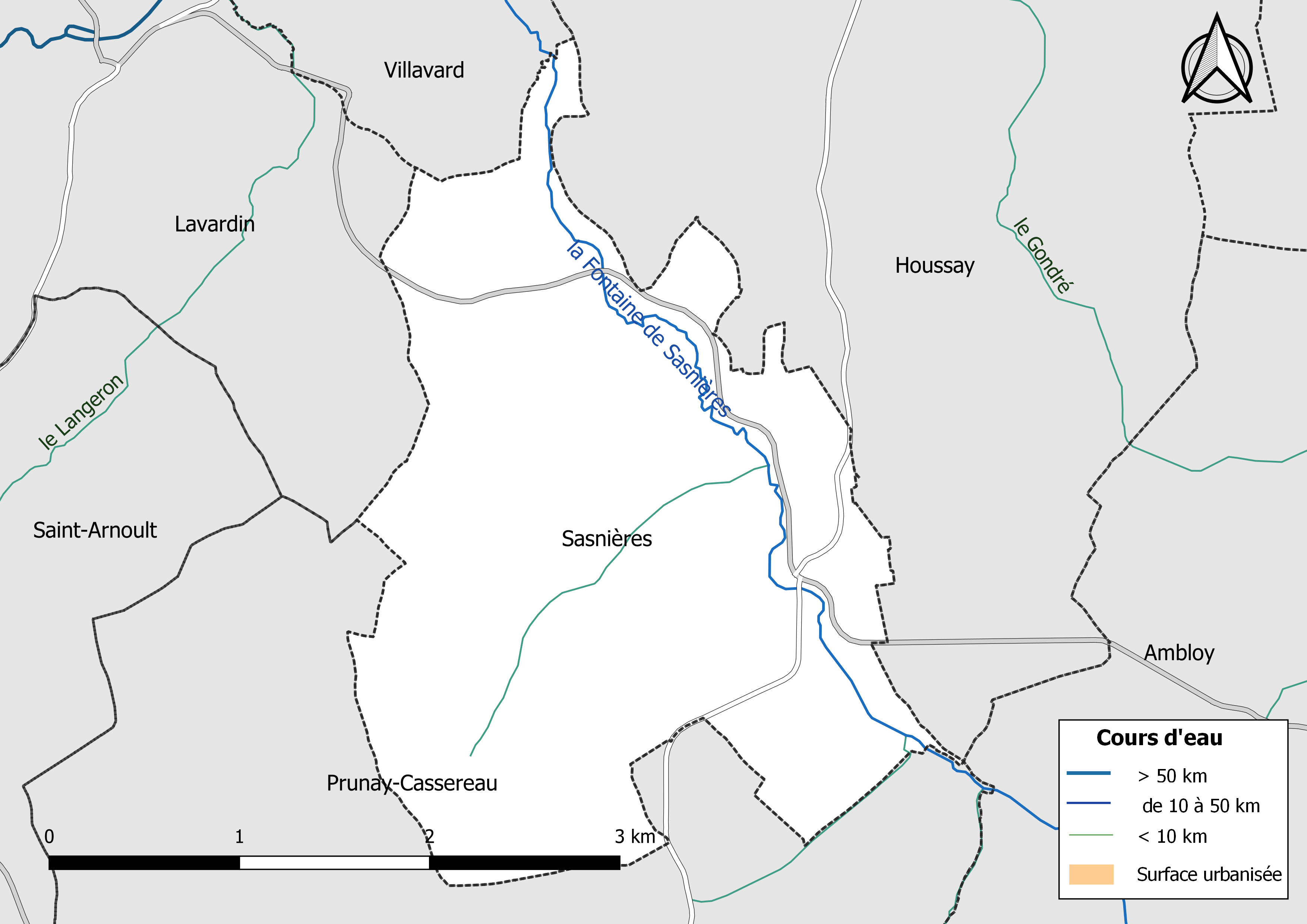
Réseau hydrographique de Sasnières.

La commune est drainée par la Fontaine de Sasnières (5,139 km) et par deux petits cours d'eau, constituant un réseau hydrographique de 7,58 km de longueur totale.
La Fontaine de Sasnières traverse la commune du sud-est vers le nord-ouest. D'une longueur totale de 16,3 km, elle prend sa source dans la commune de Prunay-Cassereau (Loir-et-Cher) et se jette  dans le Loir à Saint-Rimay (Loir-et-Cher), après avoir traversé 5 communes. 
Sur le plan piscicole, ce cours d'eau est classé en deuxième catégorie, où le peuplement piscicole dominant est constitué de poissons blancs (cyprinidés) et de carnassiers (brochet, sandre et perche).

### Climat
Pour des articles plus généraux, voir Climat du Centre-Val de Loire et Climat de Loir-et-Cher.
En 2010, le climat de la commune est de type climat océanique dégradé des plaines du Centre et du Nord, selon une étude du CNRS s'appuyant sur une série de données couvrant la période 1971-2000. En 2020, Météo-France publie une typologie des climats de la France métropolitaine dans laquelle la commune est exposée à un climat océanique altéré et est dans la région climatique Moyenne vallée de la Loire, caractérisée par une bonne insolation (1 850 h/an) et un été peu pluvieux.
Pour la période 1971-2000, la température annuelle moyenne est de 10,9 °C, avec une amplitude thermique annuelle de 15 °C. Le cumul annuel moyen de précipitations est de 692 mm, avec 11,2 jours de précipitations en janvier et 7,1 jours en juillet. Pour la période 1991-2020, la température moyenne annuelle observée sur la station météorologique de Météo-France la plus proche, sur la commune de Saunay à 13 km à vol d'oiseau, est de 12,0 °C et le cumul annuel moyen de précipitations est de 657,3 mm,. Pour l'avenir, les paramètres climatiques de la commune estimés pour 2050 selon différents scénarios d'émission de gaz à effet de serre sont consultables sur un site dédié publié par Météo-France en novembre 2022.

### Milieux naturels et biodiversité
Aucun espace naturel présentant un intérêt patrimonial n'est recensé sur la commune dans l'inventaire national du patrimoine naturel,,.

## Urbanisme

### Typologie
Au 1er janvier 2024, Sasnières est catégorisée commune rurale à habitat dispersé, selon la nouvelle grille communale de densité à sept niveaux définie par l'Insee en 2022.
Elle est située hors unité urbaine. Par ailleurs la commune fait partie de l'aire d'attraction de Vendôme, dont elle est une commune de la couronne,. Cette aire, qui regroupe 57 communes, est catégorisée dans les aires de moins de 50 000 habitants,.

### Occupation des sols
L'occupation des sols est marquée par l'importance des espaces agricoles et naturels (100 %). La répartition détaillée ressortant de la base de données européenne d'occupation biophysique des sols Corine Land Cover millésimée 2012 est la suivante : 

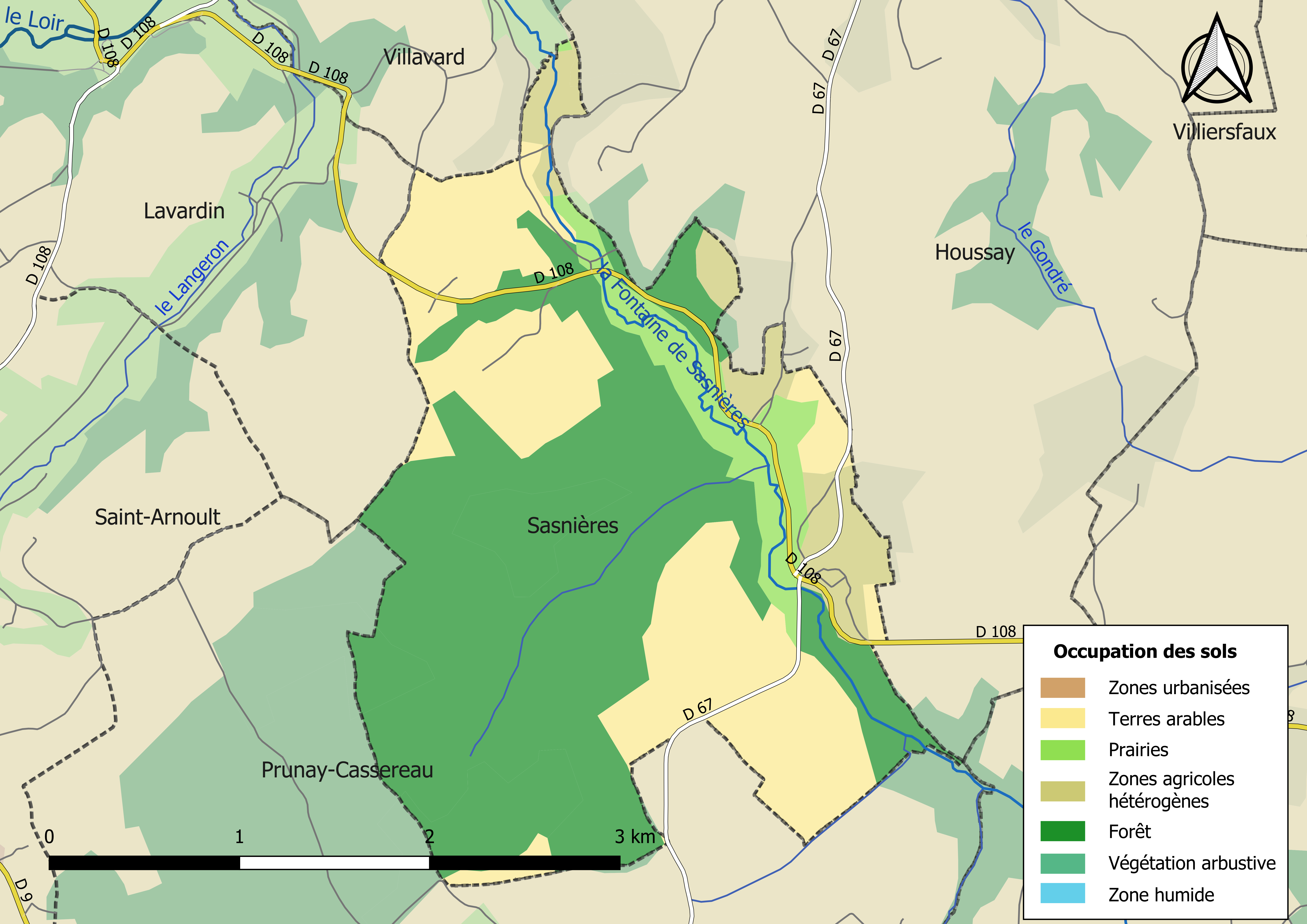
Carte des infrastructures et de l'occupation des sols de la commune en 2018 (CLC).

terres arables (30,9 %), 
zones agricoles hétérogènes (7 %), 
prairies (7,8 %), 
forêts (54,3 %).

### Planification
La loi SRU du 13 décembre 2000 a incité fortement les communes à se regrouper au sein d'un établissement public, pour déterminer les partis d'aménagement de l'espace au sein d'un SCoT, un document essentiel d'orientation stratégique des politiques publiques à une grande échelle. La commune est dans le territoire du  SCOT des Territoires du Grand Vendômois, approuvé en 2006 et dont la révision a été prescrite en 2017, pour tenir compte de l'élargissement de périmètre,.
En matière de planification, la commune disposait en 2017 d'un plan local d'urbanisme approuvé.

### Habitat et logement
Le tableau ci-dessous présente la typologie des logements à Sasnières en 2016 en comparaison avec celle du Loir-et-Cher et de la France entière. Une caractéristique marquante du parc de logements est ainsi une proportion de résidences secondaires et logements occasionnels (25,1 %) supérieure à celle du département (18 %) et à celle de la France entière (9,6 %). Concernant le statut d'occupation de ces logements, 81,0 % des habitants de la commune sont propriétaires de leur logement (84,1 % en 2011), contre 68,1 % pour le Loir-et-Cher et 57,6 pour la France entière.
|                                                         | Sasnières | Loir-et-Cher | France entière |
| ------------------------------------------------------- | --------- | ------------ | -------------- |
| Résidences principales (en %)                           | 63,1      | 74,5         | 82,3           |
| Résidences secondaires et logements occasionnels (en %) | 25,1      | 18           | 9,6            |
| Logements vacants (en %)                                | 11,8      | 7,5          | 8,1            |

### Risques majeurs
Le territoire communal de Sasnières est vulnérable à différents aléas naturels :  climatiques (hiver exceptionnel ou canicule), feux de forêts, mouvements de terrains ou sismique (sismicité très faible). 
Il est également exposé à un risque technologique :  le transport de matières dangereuses,.

#### Risques naturels
Les mouvements de terrains susceptibles de se produire sur la commune sont soit liés au retrait-gonflement des argiles, soit des chutes de blocs, soit des glissements de terrains, soit des effondrements liés à des cavités souterraines. Le phénomène de retrait-gonflement des argiles est la conséquence d'un changement d'humidité des sols argileux. Les argiles sont capables de fixer l'eau disponible mais aussi de la perdre en se rétractant en cas de sécheresse. Ce phénomène peut provoquer des dégâts très importants sur les constructions (fissures, déformations des ouvertures) pouvant rendre inhabitables certains locaux. La carte de zonage de cet aléa peut être consultée sur le site de l'observatoire national des risques naturels Georisques. Une autre carte permet de prendre connaissance des cavités souterraines localisées sur la commune.

#### Risques technologiques
Le risque de transport de marchandises dangereuses sur la commune est lié à sa traversée par une canalisation de transport de gaz. Un accident se produisant sur une telle infrastructure est en effet susceptible d'avoir des effets graves au bâti ou aux personnes jusqu'à 350 m, selon la nature du matériau transporté. Des dispositions d'urbanisme peuvent être préconisées en conséquence.

## Histoire

### Révolution française et Empire

#### Nouvelle organisation territoriale
Le décret de l'Assemblée nationale du 12 novembre 1789 décrète qu'« il y aura une municipalité dans chaque ville, bourg, paroisse ou communauté de campagne », mais ce n'est qu'avec le décret de la Convention nationale du 10 brumaire an II (31 octobre 1793) que la paroisse de Sasnières devient formellement « commune de Sasnières »,.
En 1790, dans le cadre de la création des départements, la municipalité est rattachée au canton de Montoire et au district de Vendôme. Les cantons sont supprimés, en tant que découpage administratif, par une loi du 26 juin 1793, et ne conservent qu'un rôle électoral, permettant l'élection des électeurs du second degré chargés de désigner les députés,. La Constitution du 5 fructidor an III, appliquée à partir de vendémiaire an IV (1795) supprime les districts, considérés comme des rouages administratifs liés à la Terreur, mais maintient les cantons qui acquièrent dès lors plus d'importance en retrouvant une fonction administrative. Enfin, sous le Consulat, un redécoupage territorial visant à réduire le nombre de justices de paix ramène le nombre de cantons en Loir-et-Cher de 33 à 24. Sasnières est alors rattachée au canton de Saint-Amand et à l'Arrondissement de Vendôme par arrêté du 5 vendémiaire an X (26 septembre 1801),,. Cette organisation va rester inchangée pendant près de 150 ans.

### Toponymie
Variante de Sanière.

Sarneriis, 1081 (cartulaire de Vendôme, charte 304) ; Sarnerias, vers 1097 (cartulaire Blésois de Marmoutier) ; Sarneriis, vers 1100 (cartulaire Vendômois de Marmoutier, charte 186) ; Sarneriis, vers 1100 (cartulaire de Vendôme, charte 402) ; Sanières, 1285 (cartulaire de Vendôme) ; Sanières, 1311 (Archives Nationales-P 973, fol. 138) ; Sasnières, 1740 (Bibliothèque Municipale d'Orléans, Ms 995, fol. 232) ; Sanière, XVIIIe s. (carte de Cassini).

Bas latin sania = marais bourbeux, augmenté du suffixe collectif aria, aboutit régulièrement à sanière ; d'où le sens de : terrain marécageux.
La variante s'explique par le r parasite de Sarneriis, qui se transforme en s, par sigmatisme.

## Politique et administration
Élection de 2008 : Guillaume Henrion est le nouveau maire de Sasnières.
Élection de 2014 : Claire Granger est la nouvelle maire de Sasnières. Elle est réélue en 2020.

## Équipements et services

### Eau et assainissement
L'organisation de la distribution de l'eau potable, de la collecte et du traitement des eaux usées et pluviales relève des communes. La compétence eau et assainissement des communes est un service public qui appartient à la communauté d'agglomération Territoires Vendômois (CATV).

#### Alimentation en eau potable
Le service d'eau potable comporte trois grandes étapes : le captage, la potabilisation et la distribution d'une eau potable conforme aux normes de qualité fixées pour protéger la santé humaine. Jusqu'en 2022, la commune était membre du syndicat intercommunal d'adduction d'eau potable du Gondré qui assurait le service en le délégant à une entreprise privée, la communauté d'agglomération Territoires Vendômois a récupéré le contrat de délégationSuez dont le contrat arrive à échéance le 31 décembre 2028.

#### Assainissement des eaux usées
En 2019, la commune de Sasnières ne dispose pas d'assainissement collectif.
L'assainissement non collectif (ANC) désigne les installations individuelles de traitement des eaux domestiques qui ne sont pas desservies par un réseau public de collecte des eaux usées et qui doivent en conséquence traiter elles-mêmes leurs eaux usées avant de les rejeter dans le milieu naturel. La communauté d'agglomération Territoires Vendômois assure pour le compte de la commune le service public d'assainissement non collectif (SPANC), qui a pour mission de vérifier la bonne exécution des travaux de réalisation et de réhabilitation, ainsi que le bon fonctionnement et l'entretien des installations.

### Sécurité, justice et secours
La sécurité de la commune est assurée par la brigade de gendarmerie de Saint-Amand-Longpré qui dépend du groupement de gendarmerie départementale de Loir-et-Cher installé à Blois.
En matière de justice, Sasnières relève du conseil de prud'hommes de Blois, de la Cour d'appel d'Orléans (juridiction de Blois), de la Cour d'assises de Loir-et-Cher, du tribunal administratif de Blois, du tribunal de commerce de Blois et du tribunal judiciaire de Blois.

## Population et société

### Démographie

#### Évolution démographique
L'évolution du nombre d'habitants est connue à travers les recensements de la population effectués dans la commune depuis 1793. Pour les communes de moins de 10 000 habitants, une enquête de recensement portant sur toute la population est réalisée tous les cinq ans, les populations de référence des années intermédiaires étant quant à elles estimées par interpolation ou extrapolation. Pour la commune, le premier recensement exhaustif entrant dans le cadre du nouveau dispositif a été réalisé en 2005.

En 2022, la commune comptait 90 habitants, en évolution de −17,43 % par rapport à 2016 (Loir-et-Cher : −1,15 %, France hors Mayotte : +2,11 %).
| 1793 | 1800 | 1806 | 1821 | 1831 | 1836 | 1841 | 1846 | 1851 |
| ---- | ---- | ---- | ---- | ---- | ---- | ---- | ---- | ---- |
| 252  | 209  | 235  | 203  | 238  | 241  | 233  | 217  | 205  |

| 1856 | 1861 | 1866 | 1872 | 1876 | 1881 | 1886 | 1891 | 1896 |
| ---- | ---- | ---- | ---- | ---- | ---- | ---- | ---- | ---- |
| 222  | 225  | 231  | 244  | 242  | 231  | 213  | 192  | 204  |

| 1901 | 1906 | 1911 | 1921 | 1926 | 1931 | 1936 | 1946 | 1954 |
| ---- | ---- | ---- | ---- | ---- | ---- | ---- | ---- | ---- |
| 203  | 211  | 215  | 166  | 175  | 178  | 154  | 160  | 146  |

| 1962 | 1968 | 1975 | 1982 | 1990 | 1999 | 2005 | 2006 | 2010 |
| ---- | ---- | ---- | ---- | ---- | ---- | ---- | ---- | ---- |
| 166  | 134  | 119  | 104  | 71   | 69   | 96   | 98   | 101  |

| 2015 | 2020 | 2022 | - | - | - | - | - | - |
| ---- | ---- | ---- | - | - | - | - | - | - |
| 107  | 90   | 90   | - | - | - | - | - | - |

#### Pyramide des âges
La population de la commune est relativement âgée.
En 2018, le taux de personnes d'un âge inférieur à 30 ans s'élève à 24,4 %, soit en dessous de la moyenne départementale (31,3 %). À l'inverse, le taux de personnes d'âge supérieur à 60 ans est de 38,9 % la même année, alors qu'il est de 31,6 % au niveau départemental.
En 2018, la commune comptait 58 hommes pour 46 femmes, soit un taux de 55,77 % d'hommes, largement supérieur au taux départemental (48,55 %).
Les pyramides des âges de la commune et du département s'établissent comme suit.
| Hommes | Classe d’âge | Femmes |
| ------ | ------------ | ------ |
| 2,0    | 90 ou +      | 0,0    |
| 12,0   | 75-89 ans    | 17,5   |
| 18,0   | 60-74 ans    | 30,0   |
| 28,0   | 45-59 ans    | 15,0   |
| 10,0   | 30-44 ans    | 20,0   |
| 10,0   | 15-29 ans    | 10,0   |
| 20,0   | 0-14 ans     | 7,5    |

| Hommes | Classe d’âge | Femmes |
| ------ | ------------ | ------ |
| 1,1    | 90 ou +      | 2,6    |
| 9,2    | 75-89 ans    | 11,9   |
| 19,7   | 60-74 ans    | 20,4   |
| 20,7   | 45-59 ans    | 20     |
| 16,5   | 30-44 ans    | 16,2   |
| 15,2   | 15-29 ans    | 13,2   |
| 17,6   | 0-14 ans     | 15,7   |

## Économie

### Secteurs d'activité
Le tableau ci-dessous détaille le nombre d'entreprises implantées à Sasnières selon leur secteur d'activité et le nombre de leurs salariés :
|                                                              | total | % com (% dep) | 0 salarié | 1 à 9 salarié(s) | 10 à 19 salariés | 20 à 49 salariés | 50 salariés ou plus |
| ------------------------------------------------------------ | ----- | ------------- | --------- | ---------------- | ---------------- | ---------------- | ------------------- |
| Ensemble                                                     | 12    | 100,0 (100)   | 9         | 3                | 0                | 0                | 0                   |
| Agriculture, sylviculture et pêche                           | 4     | 33,3 (11,8)   | 4         | 0                | 0                | 0                | 0                   |
| Industrie                                                    | 0     | 0,0 (6,5)     | 0         | 0                | 0                | 0                | 0                   |
| Construction                                                 | 1     | 8,3 (10,3)    | 1         | 0                | 0                | 0                | 0                   |
| Commerce, transports, services divers                        | 6     | 50,0 (57,9)   | 3         | 3                | 0                | 0                | 0                   |
| dont commerce et réparation automobile                       | 2     | 16,7 (17,5)   | 1         | 1                | 0                | 0                | 0                   |
| Administration publique, enseignement, santé, action sociale | 1     | 8,3 (13,5)    | 1         | 0                | 0                | 0                | 0                   |
| Champ : ensemble des activités.                              |       |               |           |                  |                  |                  |                     |

Le secteur du commerce, transports et services divers est prépondérant sur la commune (6 entreprises sur 12) néanmoins le secteur agricole reste important puisqu'en proportions (33,3 %), il est plus important qu'au niveau départemental (11,8 %).
Sur les 12 entreprises implantées à Sasnières en 2016, 9 ne font appel à aucun salarié et 3 comptent 1 à 9 salariés.
Au 1er juillet 2017, la commune est classée en zone de revitalisation rurale (ZRR), un dispositif visant à aider le développement des territoires ruraux principalement à travers des mesures fiscales et sociales. Des mesures spécifiques en faveur du développement économique s'y appliquent également

### Agriculture
En 2010, l'orientation technico-économique de l'agriculture sur la commune est la culture de céréales et d'oléoprotéagineux (COP). Le département a perdu près d'un quart de ses exploitations en 10 ans, entre 2000 et 2010 (c'est le département de la région Centre-Val de Loire qui en compte le moins). Cette tendance se retrouve également au niveau de la commune où le nombre d'exploitations est passé de 6 en 1988 à 5 en 2000 puis à 3 en 2010. Parallèlement, la taille de ces exploitations augmente, passant de 56 ha en 1988 à 9 ha en 2010. 
Le tableau ci-dessous présente les principales caractéristiques des exploitations agricoles de Sasnières, observées sur une période de 22 ans : 
|                                      | 1988                 | 2000                 | 2010                 |
| Dimension économique                 | Dimension économique | Dimension économique | Dimension économique |
| ------------------------------------ | -------------------- | -------------------- | -------------------- |
| Nombre d'exploitations (u)           | 6                    | 5                    | 3                    |
| Travail (UTA)                        | 7                    | 4                    | 0                    |
| Surface agricole utilisée (ha)       | 335                  | 237                  | 28                   |
| Cultures                             |                      |                      |                      |
| Terres labourables (ha)              | 325                  | 237                  | 26                   |
| Céréales (ha)                        | 281                  | 133                  | s                    |
| dont blé tendre (ha)                 | 167                  | 71                   | s                    |
| dont maïs-grain et maïs-semence (ha) | 83                   | s                    |                      |
| Tournesol (ha)                       | s                    |                      |                      |
| Colza et navette (ha)                | s                    | s                    |                      |
| Élevage                              |                      |                      |                      |
| Cheptel (UGBTA)                      | 9                    | 0                    | 2                    |

.

#### Produits labellisés

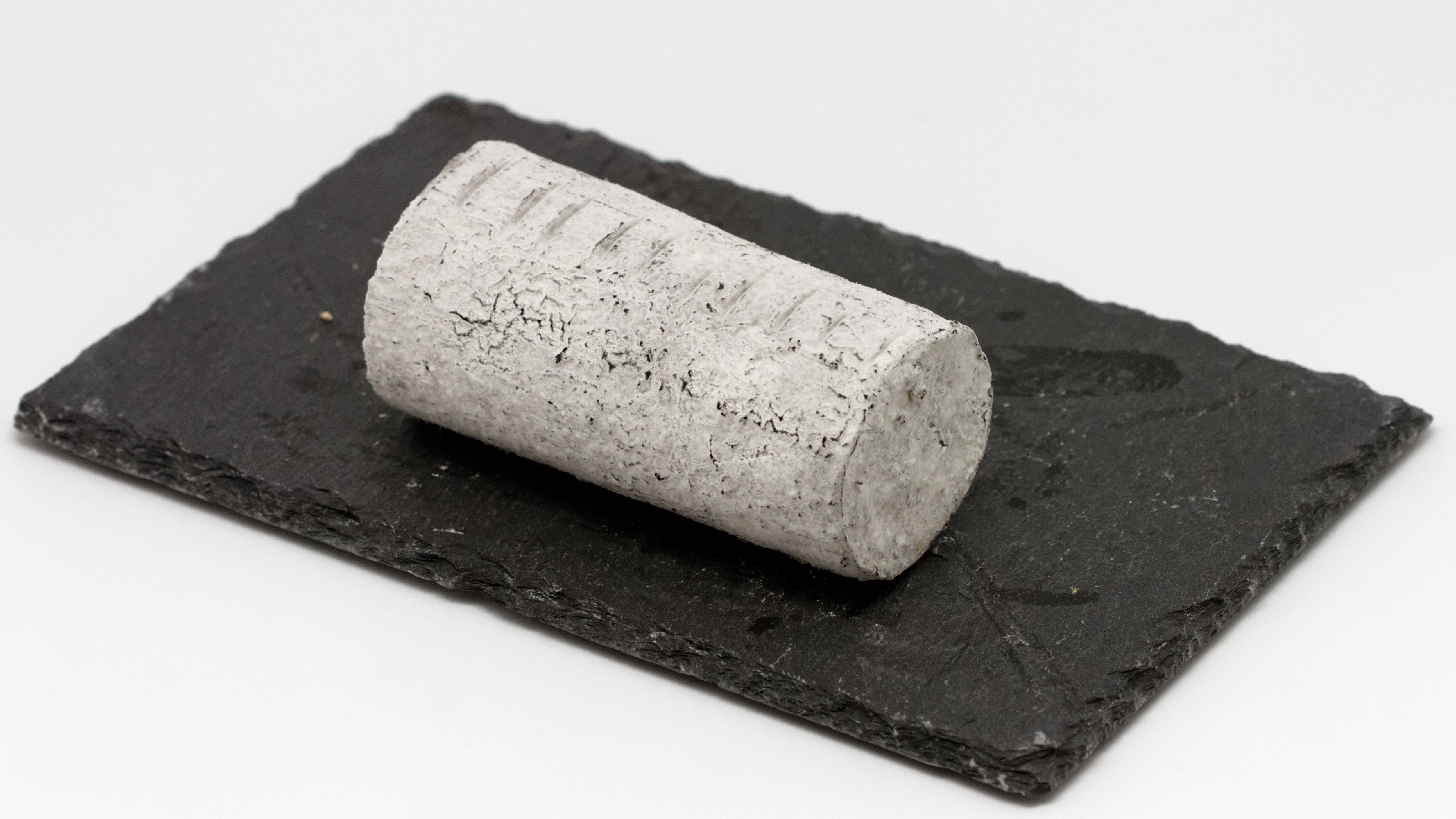
Sainte-maure-de-touraine.

La commune de Sasnières est située dans l'aire de l'appellation d'origine protégée (AOP) d'un produit : un fromage (le Sainte-maure-de-touraine).
Le territoire de la commune est également intégré aux aires de productions de divers produits bénéficiant d'une indication géographique protégée (IGP) : les rillettes de Tours, le vin Val-de-loire, les volailles de l’Orléanais et les volailles du Maine,.

## Culture locale et patrimoine

### Lieux et monuments
Le jardin du Plessis Sasnières est un jardin situé au creux d'une petite vallée et mis en scène autour d'un étang d'eaux vives. Il est classé « Jardin remarquable » par le ministère de la Culture. Le jardin de fleurs, clos de murs, est planté par thèmes de couleurs. Les floraisons des rosiers, des vivaces et des annuelles s'y succèdent tout au long de la saison. La treille palissée de jeunes pommiers y apporte une ombre tamisée. Le potager offre une sélection de fruits et légumes utilisés dans les gelées et condiments que l'on peut retrouver à la boutique. Les promenades bucoliques sur les allées de gazon permettent de découvrir plantes rares, écorces et feuillages insolites. Depuis le haut du parc et son allée bordée de magnolias, on peut découvrir une vue panoramique sur tout le jardin.
Il se visite du 1er avril au 1er novembre, du jeudi au lundi, de 10 h à 18 h (fermé les mardis et mercredis). L'association des Amis du Jardin de Sasnières organise plusieurs événements pendant la saison d'ouverture du jardin. « Jardin en Fête », le 2e weekend du mois de mai, est une autre façon de découvrir le jardin, avec la présence sur place d'une vingtaine d'exposants, artisans et pépiniéristes, qui viennent dans le cadre du jardin présenter leurs produits. Un déjeuner est proposé par l'équipe de l'Association. Le 1er samedi du mois d'août, projection d'un film sur écran géant en plein air (« Cinéma au Jardin »).

### Héraldique
|  | Les armoiries de Sasnières se blasonnent ainsi : De gueules au lévrier passant contourné d'argent, colleté d'azur et bouclé aussi d'argent. Création J.P. Fernon (1998). |

### Personnalités liées à la commune
Paul Cormier, président de la Chambre d'agriculture, fut maire de Sasnières et devint député de la circonscription de Vendôme en 1968, et le resta jusqu'en 1972 (date de sa mort).